# Depend on me
『Depend on me』は、韓国の6人組グループ・VIXXの1枚目のスタジオ・アルバムである。2016年1月27日に発売された。